# UCI-Mountainbike-Eliminator-Weltcup 2024
Beim UCI-Mountainbike-Eliminator-Weltcup 2024 wurden durch die Union Cycliste Internationale die Weltcupsieger im Cross-Country Eliminator ermittelt.

## Ablauf

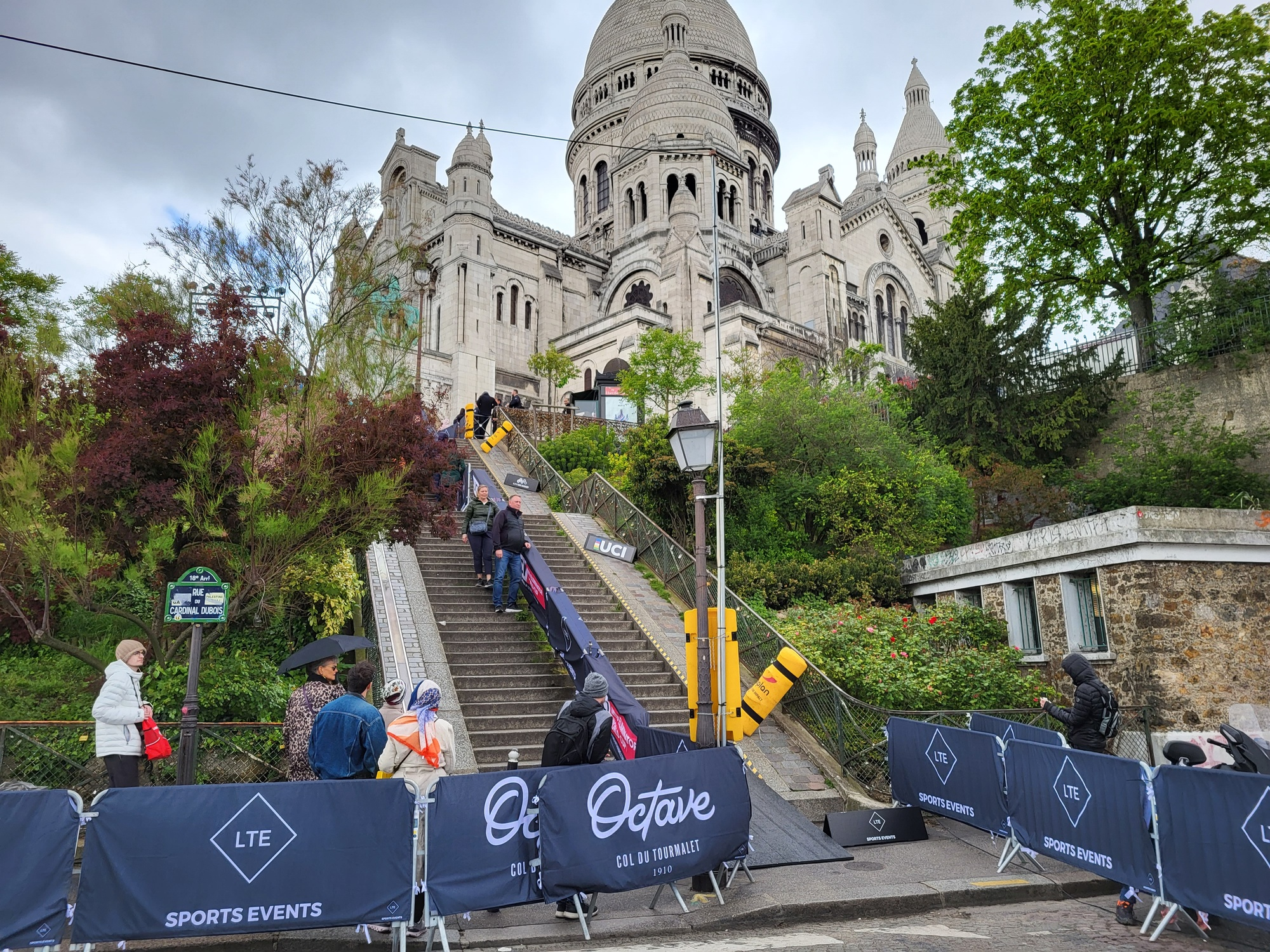
Parcours in Paris unterhalb der Basilika Sacré-Cœur de Montmartre.

Der Weltcup 2024 sollte aus acht Rennen von April bis November bestehen, die in zwei Blöcke vor und nach den Olympischen Spielen gruppiert waren. Kurzfristig wurden allerdings die letzten beiden Rennen in Bangalore und Riad gestrichen, so dass der Weltcup letztlich sechs Termine umfasste:
- Paris: 20. April
- Barcelona: 26. April
- Palangkaraya: 19. Mai
- Sakarya: 26. Mai
- Leuven: 2. Juni
- São Paulo: 18. August

Das Rennen in Paris fand diesmal am Montmartre statt. Die Punktevergabe für das Gesamtklassement wurde etwas modifiziert, so dass ein Sieg im Finale nunmehr 90 statt wie zuvor 60 Punkte zählt. In der Qualifikation werden wie zuvor maximal 30 Punkte vergeben. Ein Sieg in einem Lauf wird mit 1300 Euro Preisgeld belohnt, der Sieg in der Gesamtwertung mit 2250 Euro.

## Männer
| # | Datum      | Ort          | Erster            | Zweiter                 | Dritter               |
| - | ---------- | ------------ | ----------------- | ----------------------- | --------------------- |
| 1 | 20. April  | Paris        | Ede-Karoly Molnar | Edvin Lindh             | Jakob Klemenčič       |
| 2 | 26. April  | Barcelona    | Lorenzo Serres    | Nils-Obed Riecker       | Titouan Perrin-Ganier |
| 3 | 19. Mai    | Palangkaraya | Lochlan Brown     | Riyadh Hakim Bin Lukman | Theo Hauser           |
| 4 | 26. Mai    | Sakarya      | Edvin Lindh       | Theo Hauser             | Jakob Klemenčič       |
| 5 | 2. Juni    | Leuven       | Theo Hauser       | Edvin Lindh             | Lorenzo Serres        |
| 6 | 18. August | São Paulo    | Edvin Lindh       | Luiz Henrique Cocuzzi   | Ede-Karoly Molnar     |

Gesamtwertung
| Platz | Name                  | Punkte |
| ----- | --------------------- | ------ |
| 1     | Edvin Lindh           | 496    |
| 2     | Lorenzo Serres        | 403    |
| 3     | Theo Hauser           | 376    |
| 4     | Ede-Karoly Molnar     | 301    |
| 5     | Nils-Obed Riecker     | 170    |
| 6     | Titouan Perrin-Ganier | 162    |

## Frauen
| # | Datum      | Ort          | Erste             | Zweite              | Dritte              |
| - | ---------- | ------------ | ----------------- | ------------------- | ------------------- |
| 1 | 20. April  | Paris        | Marion Fromberger | Gaia Tormena        | Margaux Borrelly    |
| 2 | 26. April  | Barcelona    | Gaia Tormena      | Annemoon van Dienst | Marta Cano          |
| 3 | 19. Mai    | Palangkaraya | Didi de Vries     | Madison Boissière   | Deekaballes Vipavee |
| 4 | 26. Mai    | Sakarya      | Gaia Tormena      | Didi de Vries       | Line Mygdam         |
| 5 | 2. Juni    | Leuven       | Gaia Tormena      | Coline Clauzure     | Line Mygdam         |
| 6 | 18. August | São Paulo    | Marion Fromberger | Iara Caetano Leite  | Didi de Vries       |

Gesamtwertung
| Platz | Name              | Punkte |
| ----- | ----------------- | ------ |
| 1     | Gaia Tormena      | 440    |
| 2     | Didi de Vries     | 371    |
| 3     | Madison Boissière | 329    |
| 4     | Marion Fromberger | 302    |
| 5     | Coline Clauzure   | 209    |
| 6     | Line Mygdam       | 208    |